# Thomas Heinrich Gadebusch

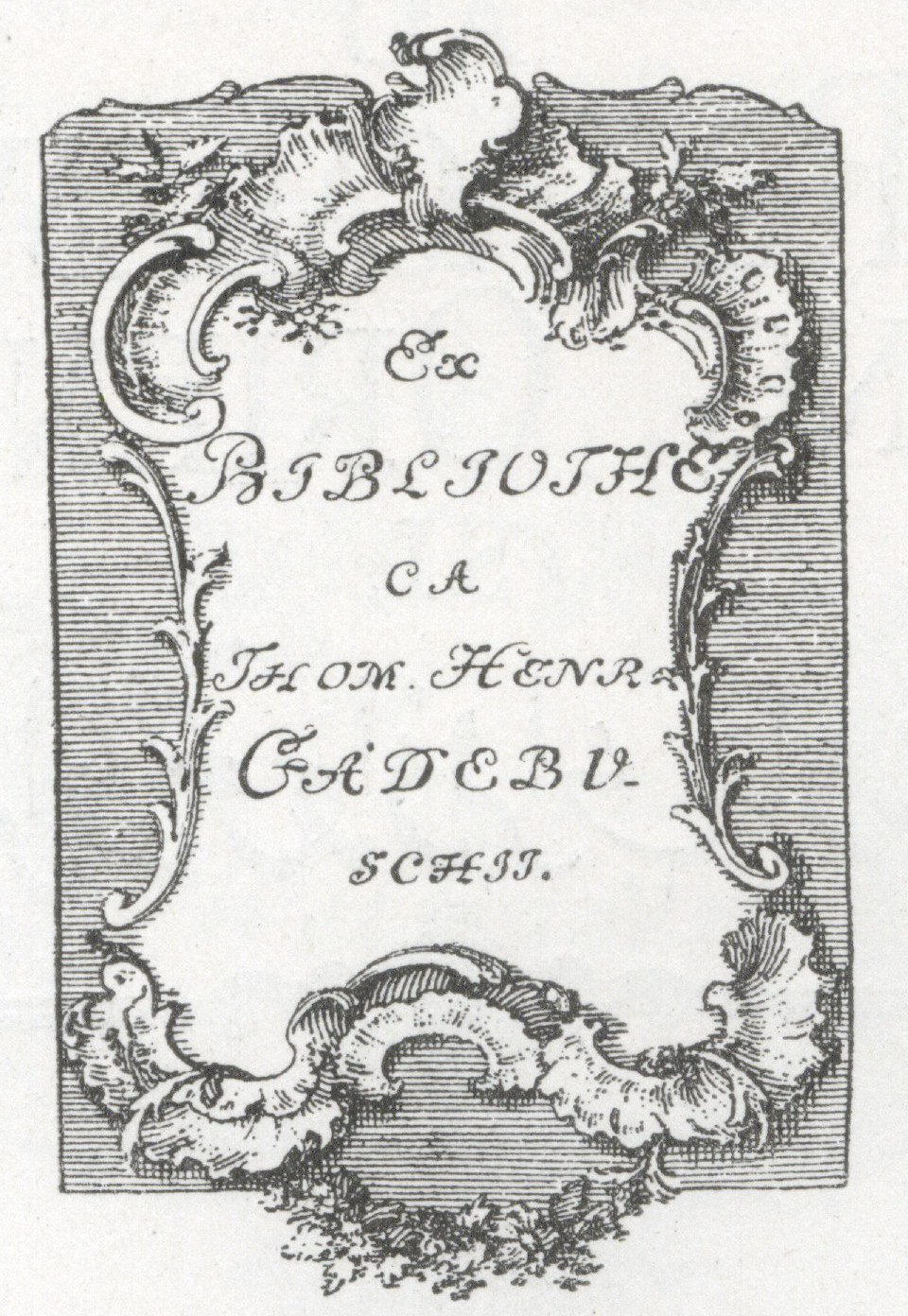
Exlibris von Thomas Heinrich Gadebusch

Thomas Heinrich Gadebusch (* 11. August 1736 in Stolp in Hinterpommern; † 2. April 1804 in Stockholm) war ein deutscher Staatsrechtler und Historiker in schwedischen Diensten. Als Hochschullehrer an der Universität Greifswald befasste er sich insbesondere mit dem Staatsrecht Schwedisch-Pommerns und der Geschichte Pommerns. Von 1797 bis zu seinem Tode wirkte er in politischen Ämtern in Stockholm.  

## Leben
Gadebusch wurde 1736 in Stolp in Hinterpommern als Sohn eines Tuchhändlers geboren. Nach dem Umzug seiner Familie wuchs er jedoch in Stralsund in Schwedisch-Pommern auf. Nach dem Besuch des dortigen Sundischen Gymnasiums studierte er von 1752 bis 1755 an der Universität Greifswald und dann an der Universität Göttingen. 1758 kehrte er nach Greifswald zurück, wo er 1759 zum Magister promoviert wurde. Sein Lebensziel, eine Professur an der schwedisch-pommerschen Universität Greifswald, erreichte er erst nach mehreren vergeblichen Anläufen. 1767 habilitierte er sich in Greifswald und wurde Privatdozent. 1770 wurde ein Lehrstuhl für deutsches und pommersches Staatsrecht eingerichtet, den er endlich 1772 erhielt. Bis dahin hatte bereits zahlreiche Werke zur Geschichte Pommerns veröffentlicht. So gab er 1774 den Wendisch-Rügianischen Landgebrauch heraus, eine von Matthäus von Normann im 16. Jahrhundert verfasste Sammlung des auf Rügen geltenden Rechts. 22 Jahre lang hielt er Vorlesungen zum Staatsrecht und zur Geschichte Pommerns. 1786 war er Rektor der Universität. 1796 wurde er von der schwedischen Regierung zum Mitglied einer Visitationskommission in Pommern und zum Kanzleirat ernannt.
1797 wurde er nach Stockholm berufen, wo er zunächst Mitglied im Allgemeinen Staatsausschuss („Rikets Allmänna Ärendens Beredning“) und 1798 Mitglied im Pommerschen Ausschuss („Pommerska Beredning“) wurde, dem er bis zu seinem Tod im Jahre 1804 angehörte.
Gadebusch betätigte sich in Greifswald als Freimaurer. Nach dem Tod von Johann Carl Dähnert im Jahre 1785 wurde er wortführender Logenmeister. 
Gadebusch war mit der Tochter eines Greifswalder Kaufmanns und Ratsherrn verheiratet. Aus der Ehe gingen mehrere Kinder hervor. Der deutsch-baltische Jurist und Historiker Friedrich Konrad Gadebusch (* 1719; † 1788) war sein Onkel.

## Bedeutung und Nachlass
Gadebusch war als Deutscher in schwedischen Diensten einer der Begründer der Geschichtsschreibung Pommerns. Sein Nachlass bestand ausschließlich aus der von ihm zusammengetragenen, umfassenden Collectio pommeranica, bestehend aus 279 Bänden mit Manuskripten und Dokumenten zur Geschichte Pommerns im 17. und 18. Jahrhundert, die seither als Gadebuschsammlung im Reichsarchiv Stockholm liegt, nachdem sie bei seinem Tod vom schwedischen Staat aus der Pfandhaft eines privaten Gläubigers für 600 Reichstaler ausgelöst worden war.

## Schriften
- Einleitung in die Geschichte von Pommern unter seinen eingeborenen Erbfürsten. Greifswald 1759.
- Synchronistische Tabellen zur Geschichte von Pommern. Greifswald 1762.
- Sammlung historischer Schriften zur Beförderung der Geschichtskunde. Greifswald 1768.
- Ueber die Geschichte von Pommern. Greifswald 1771.
- Wendisch-Rügianischer Landgebrauch. Greifswald 1774.
- Grundriß der pommerschen Geschichte. Greifswald 1778.
- Sammlung zur Kenntnis des Herzogtums Pommern. 2 Bände. Greifswald und Dessau 1783–1786.
- Schwedischpommersche Staatskunde. 2 Bände. Greifswald 1786–1788. (Bd. 1, Bd. 2 googlebooks)
- Materialien zur Geschichte und Statistik der nordischen Staaten, insbesondere Schwedens. Berlin 1791/92.
- Zeitschrift Pommersche Sammlungen. 1.1783-2.1786. (Digitalisate in der Digitalen Bibliothek Mecklenburg-Vorpommern)
- sowie zahlreiche Übersetzungen